# Никифоров, Яков Леонтьевич
Яков Леонтьевич Никифоров (15 ноября 1911, Херсонская область — 2 февраля 1985, Первомайское, Крымская область) — советский комбайнёр. Герой Социалистического Труда (1952).

## Биография
Яков Никифоров родился 15 ноября 1911 года на территории современной Херсонской области Украины.
Участвовал в Великой Отечественной войне.
С конца 1940-х годов работал комбайнёром на Сталинской машинно-тракторной станции в Первомайском районе Крымской области.
В 1951 году на комбайне «Сталинец-6» во время уборочной за 25 дней намолотил 8762 центнера зерна.
17 мая 1952 года указом Президиума Верховного Совета СССР за достижение высоких показателей на уборке и обмолоте зерновых культур в 1951 году получил звание Героя Социалистического Труда с вручением ордена Ленина и золотой медали «Серп и Молот».
В 1958 году, после того как МТС была расформирована, работал механизатором в колхозе, а с 1964 года до выхода на пенсию — в совхозе имени 1-го Мая.
Жил в посёлке Первомайское.
Был награждён медалями, в том числе двумя «За трудовую доблесть» (6 августа 1949, 21 августа 1953).
Умер 2 февраля 1985 года.